# Slægtsroman
Slægtsroman betegner en roman, hvori en slægts udvikling skildres gennem flere generationer.
Mere snævert betegner en slægtsroman de romaner der, gennem en fremstilling af en slægt, søger at belyse de biologiske og sociale årsager og deres virkning, eksempelvis slægtens forfald eller økonomiske konkurs. 
| Sprog og litteratur | Spire Denne artikel om litteratur er en spire som bør udbygges. Du er velkommen til at hjælpe Wikipedia ved at udvide den. |